# ديف هيوسون
ديف هيوسون (بالإنجليزية: Dave Hewson) هو ملحن بريطاني، ولد في 25 نوفمبر 1953 في واندزوورث في المملكة المتحدة.

## وصلات خارجية
- الموقع الرسمي
- ديف هيوسون على موقع IMDb (الإنجليزية)
- ديف هيوسون على موقع ميوزك برينز (الإنجليزية)
- ديف هيوسون على موقع ديسكوغز (الإنجليزية)
- ديف هيوسون على موقع قاعدة بيانات الفيلم (الإنجليزية)